# Śĕmĕrle
Śĕmĕrle o Xúmerlia (txuvaix: Çĕмĕрле, Śĕmĕrle, Xemerlé; rus: Шу́мерля, Xúmerlia) és una ciutat de la República de Txuvàixia, a Rússia. Es troba a la riba dreta del Surà/Săr, a la carretera que va de Nijni Nóvgorod a Uliànovsk. És a 88 km al sud-oest de Xupaixkar/Txeboksari. Fou fundada el 1916. El 1918 s'hi obrí l'estació de tren en la línia Moscou-Kazan. El nom en txuvaix de la vila, Śĕmĕrle, és el d'un poble veí, que significa «pasturar».

## Població
|          | 1974   | 1989   | 2002   | 2010   | 2021   |
| -------- | ------ | ------ | ------ | ------ | ------ |
| Població | 35.000 | 41.986 | 36.239 | 31.722 | 26.873 |

## Història
Fundada el 1916, se li va concedir la condició de ciutat el 1937.

## Estatus administratiu i municipal
En el marc de les divisions administratives, Śĕmĕrle serveix com a centre administratiu del districte de Śĕmĕrle, tot i que no en forma part. La ciutat mateixa forma una divisió administrativa a part, amb l'estatus igual al dels districtes, anàlogament a altres ciutats de Txuvàixia. Com a divisió municipal, Śĕmĕrle forma l'anomenat Ókrug urbà de Śĕmĕrle.